# Vallon-sur-Gée
Vallon-sur-Gée település Franciaországban, Sarthe megyében. Lakosainak száma 778 fő (2022. január 1.). Vallon-sur-Gée Tassillé, Pirmil, Chantenay-Villedieu, Crannes-en-Champagne, Loué, Maigné, Saint-Christophe-en-Champagne és Saint-Pierre-des-Bois községekkel határos.

## Népesség
A település népessége az elmúlt években az alábbi módon változott:
| Lakosok száma | 799  | 799  | 812  | 805  | 799  | 793  | 785  | 782  | 778  |
|               | 2013 | 2015 | 2016 | 2017 | 2018 | 2019 | 2020 | 2021 | 2022 |